# محمد بن احرش
ابوالقاسم محمد بن احرش حسنی همچنین شهرت‌یافته به محمد الجزایری (؟ - ۱۸۶۴م) صوفی و نویسندهٔ الجزایری بود. «الفیض الرحمانی فی قول بعض الاولیاء من رآنی ومن رآی من رآنی» از آثار اوست.